# سباستوپول (کالیفرنیا)
سباستوپول (به انگلیسی: Sebastopol) یک منطقهٔ مسکونی در ایالات متحده آمریکا است که در کالیفرنیا واقع شده‌است. سباستوپول ۴٫۸۲ کیلومتر مربع مساحت و ۷٬۳۷۹ نفر جمعیت دارد و ۲۵ متر بالاتر از سطح دریا قرار دارد.